# 迷霧山脈
位處托爾金（J. R. R. Tolkien）小說的中土大陸，迷霧山脈（Misty Mountains），即辛達林語中的西薩格勒（Hithaeglir），是虛構的山脈，由北至南長795哩（1280公里），位於伊利雅德（Eriador）及安都因河（Anduin）河谷之間，北起自剛達巴山（Mount Gundabad），南至馬西德拉斯峰（Methedras）。

## 地理位置
迷霧山脈北端的山峰是剛達巴山，傳說矮人都靈（Durin）甦醒之地，但後來是半獸人的居所。中土大陸最大的矮人領地凱薩督姆（Khazad-dûm）位於迷霧山脈中部。卡蘭拉斯山（Caradhras）、勒布迪爾（Celebdil）及法怒德何（Fanuidhol）三座山峰都屬於凱薩督姆。卡蘭拉斯山內，矮人建有無盡之階（Endless Stair），由山底直通山頂。迷霧山脈南端的山峰是馬西德拉斯峰。
迷霧山脈最重要的通道是最高隘口（High Pass）及紅角隘口（Redhorn Pass）。格拉頓河（Gladden）的源頭也有一條通道。洛汗隘口（Gap of Rohan）是迷霧山脈南端及伊瑞德尼姆拉斯（Ered Nimrais）北端之間的河谷。剛達巴山及伊瑞德米斯林（Ered Mithrin）之間應也有一裂口。
多條河流發源於迷霧山脈：
- 流向西面：灰泉河（Hoarwell）、布魯南河（Bruinen）、格蘭督因河（Glanduin）及艾辛河（Isen）。
- 流向東面：朗威爾河（Langwell）及以南的一條不知名河、格拉頓河（Gladden）、銀流河（Celebrant）、寧若戴爾河（Nimrodel）、樹沐河（Entwash）。

## 歷史
迷霧山脈是由米爾寇（Melkor）創造，使歐羅米（Oromë）更困難跨越中土大陸狩獵。迷霧山脈比以往更高聳。
矮人王國凱薩督姆建立在迷霧山脈下。第三紀元1981年，矮人的挖掘喚醒了炎魔（Balrog），使矮人放棄了凱薩督姆。半獸人及其他生物開始居住在迷霧山脈下。

### 第三紀元
甘道夫（Gandalf）、比爾博·巴金斯（Bilbo Baggins）及十三名矮人通過最高隘口橫越迷霧山脈，他們在這裡目睹了石巨人的力量，後來更被半獸人擒獲。
魔戒遠征隊（Fellowship of the Ring）嘗試通過紅角隘口（由於考慮到最高隘口通往的羅馬尼安 Rhovanion受到敵人監視及洛汗隘口太接近艾辛格 Isengard），但暴風雪迫使他們要從地底通過，卻遇見住在荒廢凱薩督姆的炎魔。甘道夫及炎魔陷入深淵，並在無盡之階一直爭鬥，甘道夫最後在卡蘭拉斯山擊殺炎魔，但甘道夫也力竭而死。

## 居民
迷霧山脈下是前矮人領土摩瑞亞，並有許多半獸人坑道，比爾博·巴金斯在此偶然獲得魔戒（One Ring）。瑞文戴爾（Rivendell）位於迷霧山脈的西面山麓，最高隘口的西端。迷霧山脈極北部的西山脊，即安格馬山脈，有一個城市卡恩督（Carn Dûm），安格馬巫王（Witch-king of Angmar）曾經在那裡居住了數百年。歐散克塔（Orthanc）附近的艾辛格位於馬西德拉斯峰的山脊。巨鷹（Eagles）在山上築巢。在第二紀元和第三紀元，只知道炎魔居住在山脈，直至甘道夫在第三紀元3019年擊殺炎魔。主要的角色咕嚕（Gollum）也在山脈居住了數百年，他居住在一個地下湖的島嶼上。石巨人則居住在山脈表面，他們體型龐大，常被誤以為是山的一部分。這種生物可達四十尺高，但只有比爾博·巴金斯和十三個矮人目擊到他們，有關他們的資料可見於紅皮書（Red Book of Westmarch）。法貢森林也延伸至迷霧山脈南部的東麓。

## 流行文化
- 齊柏林飛船（Led Zeppelin）的一首歌「迷霧山脈之舞」（Misty Mountain Hop），這名字似乎是從托爾金那裡借來。齊柏林飛船的其他多首歌曲也包含有托爾金的內容。
- 羅伯特·喬丹（Robert Jordan）的奇幻系列《時間之輪》（The Wheel of Time）亦有描述一個叫迷霧山脈（Mountains of Mist）的山脈。